# フルクトース-2,6-ビスリン酸
フルクトース 2,6-ビスリン酸（フルクトース 2,6-ビスリンさん、Fructose 2,6-bisphosphate、略称: Fru-2,6-P2）は、酵素ホスホフルクトキナーゼ1(PFK-1) およびフルクトース-1,6-ビスホスファターゼ (FBPase-1) の活性にアロステリックに影響し、解糖系および糖新生を制御する代謝物である。Fru-2,6-P2は、二元機能酵素であるホスホフルクトキナーゼ2/フルクトース-2,6-ビスホスファターゼ (PFK-2/FBPase-2) によって合成および分解される。
Fru-2,6-P2の合成は、酵素のPFK-2部分によってATPを用いたフルクトース-6-リン酸のリン酸化を通じて行われる。Fru-2,6-P2の分解はFBPase-2による脱リン酸化によって触媒され、フルクトース-6-リン酸とPiが生成する。

## グルコース代謝への影響
Fru-2,6-P2は、ホスホフルクトキナーゼ1のアロステリック制御を通じて解糖系におけるグルコース分解を強力に活性化する。生理的濃度ではPFK1はほぼ完全に不活性であるが、Fru-2,6-P2との相互作用は酵素を活性化させ、解糖系を刺激し、グルコースの分解を増強する。

## 生成の調節
細胞におけるFru-2,6-P2の濃度は、PFK-2/FBPase-2による合成および分解の調節によって制御されている。これの主な調節因子は、ホルモンのインスリン、グルカゴン、アドレナリンであり、これらはリン酸化/脱リン酸化反応を通じて酵素に影響を与える。グルカゴンの放出は環状アデノシン一リン酸 (cAMP) の生成を開始し、cAMPはcAMP依存的プロテインキナーゼを活性化する。この酵素がPFK-2/FBPase-2のNH2-末端のセリン残基をリン酸化し、FBPase-2活性は活性化され、PFK-2活性が阻害される。これにより細胞内のFru-2,6-P2の量が減少する。Fru-2,6-P2の量が減少すると、解糖系が阻害され、糖新生が活性化される。インスリンは逆の応答を開始する。ホスホプロテインホスファターゼとして、インスリンは酵素を脱リン酸化し、その結果PFK-2は活性化、FBPase-2は阻害される。追加のFru-2,6-P2が存在すると、PFK-1の活性化が起こり、解糖系が刺激されるが、一方糖新生は阻害される。

## ショ糖生成の調節
Fru-2,6-P2は、カルビン回路の最終産物であるトリオースリン酸の調節において重要な役割を果たしている。カルビン回路では、6分の5のトリオースリン酸がリブロース-1,5-ビスリン酸を作るためにリサイクルされる。残りの6分の1はスクロースへと変換されるか、でん粉として貯蔵される。Fru-2,6-P2は、スクロース合成に必須であるフルクトース-6-リン酸の生成を阻害する。光反応における光合成の速度が速い時、トリオースリン酸類は常に生産され、Fru-2,6-P2の生産は阻害され、その結果スクロースが生成する。Fru-2,6-P2の生成は、植物が暗条件の時に活性化される。